# شارلوت دوژاردین
شارلوت دوژاردین (انگلیسی: Charlotte Dujardin)یک سوارکار اهل بریتانیا است وی در بازی‌های المپیک تابستانی ۲۰۱۶ ۱ مدال طلا و ۱ مدال نقره بدست آورد.